# Leipe

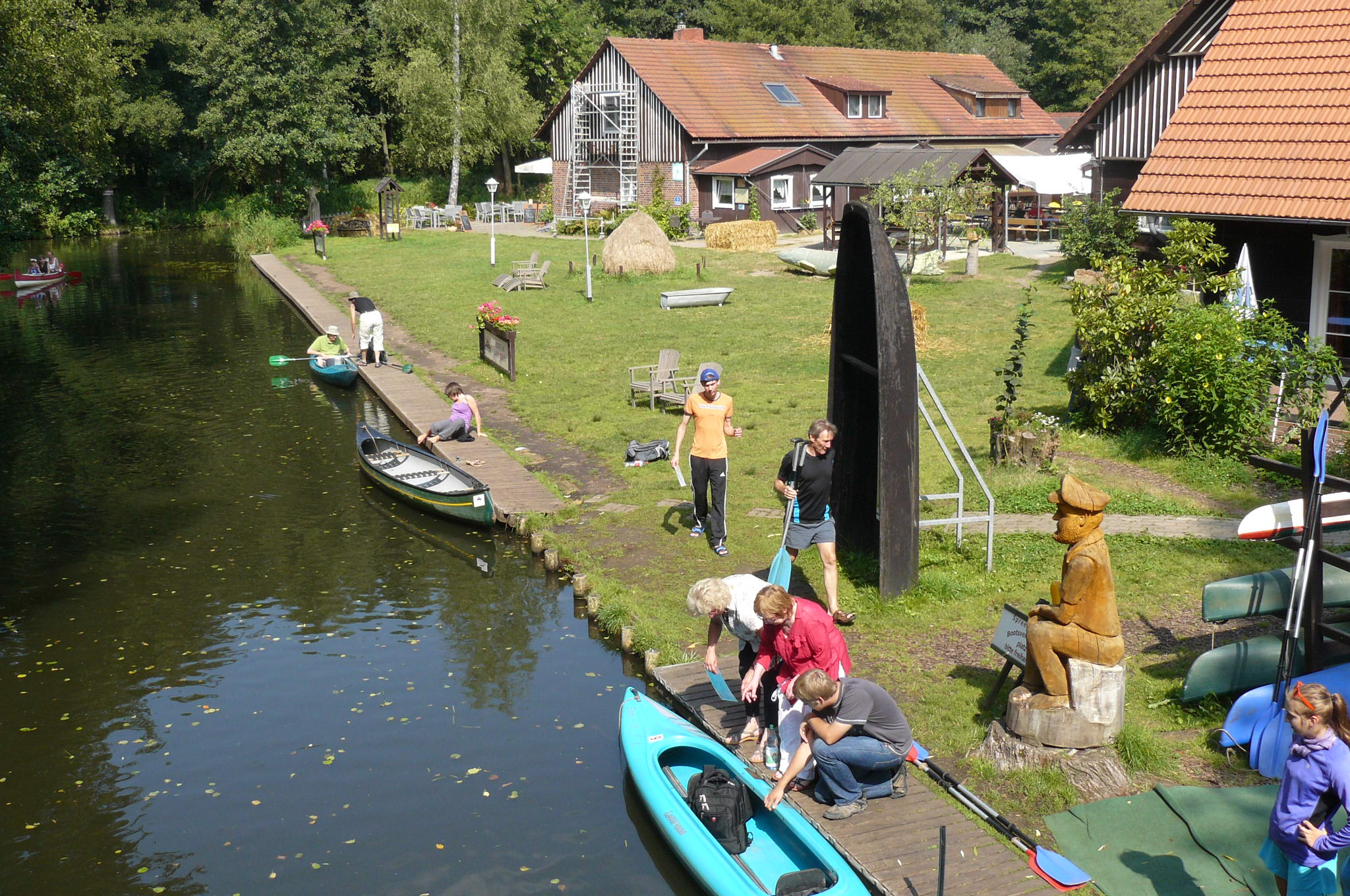
Turystyka w Leipe - Sprewa (Hauptspree)

Leipe (dolnołuż. Lipje) - dawna wieś dolnołużycka, położona w centrum bagien i sieci kanałów Spreewaldu, obecnie część miasta Lübbenau (Lubnjow).
Osada jest dawną wioską rybacką, założoną przez Łużyczan w końcu XIV wieku na wzniesieniu śródbagiennym o rozmiarach 400x800 m. Cechą charakterystyczną wsi było to, że jej główną arterią komunikacyjną była rzeka Sprewa, a od strony lądu znajdowały się tylko tylne wejścia do gospodarstw. Do 1936 do Leipe nie prowadziła żadna utwardzona droga. Obecnie osada prezentuje wysokie walory estetyczne dla osób spływających kanałami, np. na kajakach. We wsi znajdują się restauracje, przystanie i wypożyczalnie sprzętu wodnego.